# Kiyohara no Fukayabu
Kiyohara no Fukayabu (清原深養父; fl. X secolo) è stato un poeta giapponese waka del medio periodo Heian.
Il suo nome è incluso negli elenchi antologici del Chūko Sanjūrokkasen e dell'Ogura Hyakunin Isshu.
Era il nonno di Kiyohara no Motosuke e bisnonno di Sei Shōnagon, l'autore del famoso Note del guanciale.

## Biografia
Suo padre era Buzen no suke (assistente del governatore della provincia di Buzen).
Sebbene abbia ricoperto incarichi più modesti in vari uffici imperiali per tutta la vita, si è fatto un nome come poeta. Eccelleva anche nel suonare il koto (cetra giapponese) ed era amico di  Fujiwara no Kanesuke, Ki no Tsurayuki e Ōshikōchi no Mitsune. In età avanzata visse in isolamento in un tempio buddista chiamato Fudaraku-ji.

## Opera poetica
Diciassette sue poesie waka furono incluse nell'antologia imperiale Kokin Wakashū. Le sue opere sono raccolte nell'antologia Fukayabu-shū (深養父集) e sono tramandate come parte dell'antologia della casa Kiyohara.
Nell'Ogura Hyakunin Isshu è rappresentato con il seguente poema (lo stesso poema è presente nel Kokinwakashū):
(Hyakunin Isshu  n° 36)